# ليزلي جيه ماكنير
ليزلي جيه ماكنير (بالإنجليزية: Lesley J. McNair) (و. 1883 – 1944 م) هو ضابط من الولايات المتحدة الأمريكية ولد في فيرندل.

## التعليم
تعلم في الأكاديمية العسكرية الأمريكية.

## جوائز
حصل على جوائز منها وسام جوقة الشرف.